# 1556 Wingolfia
1556 Wingolfia (1942 AA) là một tiểu hành tinh nằm phía ngoài của vành đai chính được phát hiện ngày 14 tháng 1 năm 1942 bởi K. Reinmuth ở Heidelberg. The discoverer named it after the German Studentenverbindung Heidelberger Wingolf.